# Markus Jürgenson
Markus Jürgenson (ur. 19 września 1987 w Tartu) – estoński piłkarz. Na co dzień w drużynie FC TVMK Tallinn, zespół ten występuje w  Meistriliiga (najwyższa klasa rozgrywkowa w Estonii).